# Campeonato Mundial de Judô de 2013 - Equipes feminino
A categoria equipes feminino do Campeonato Mundial de Judô ocorreu no dia 1 de setembro.

## Medalhas
| Ouro                                                                                    | Prata | Bronze |
| Japão · Yuki Hashimoto · Anzu Yamamoto · Kana Abe · Haruka Tachimoto · Megumi Tachimoto | Brasil · Erika Miranda · Rafaela Silva · Katherine Campos · Maria Portela · Mayra Aguiar · Maria Suelen Altheman · Mariana Silva | Cuba · Maria Celia Laborde · Yanet Bermoy · Maricet Espinosa · Onix Cortés Aldama · Idalys Ortiz · França · Laëtitia Payet · Automne Pavia · Helene Receveaux · Clarisse Agbegnenou · Gévrise Emane · Lucie Louette · Emilie Andeol |